# Shraddha

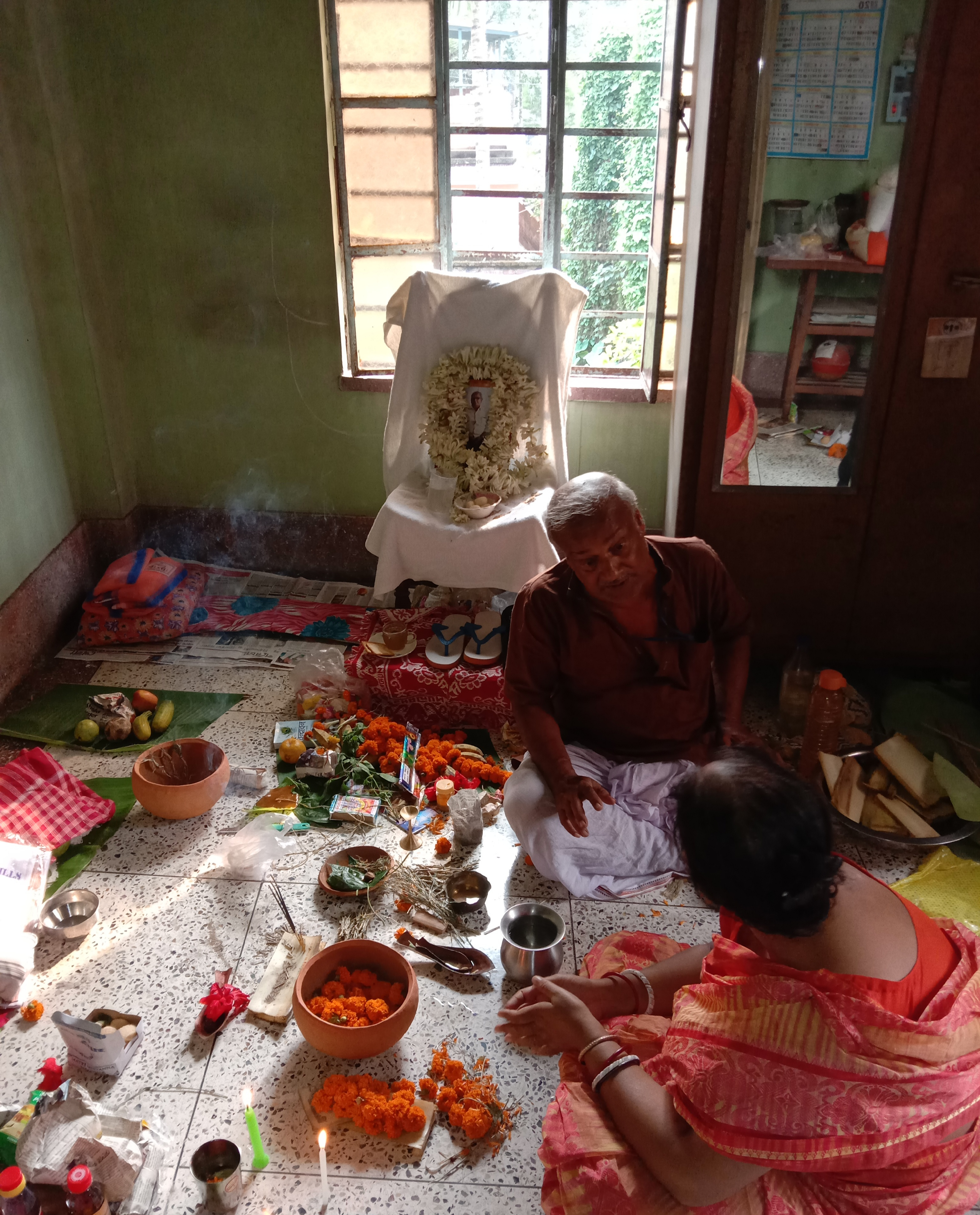

Shraddha (sanskrit IAST: śraddhā ; devanagari : श्रद्धा ; « foi, fidélité ») est dans la philosophie indienne du Vedanta l'une des 6 vertus à développer (ṣaṭsampad). La déesse du même nom personnifie la dévotion, elle est l'épouse de Dharma et mère de Kâma.
Dans le védisme, Shraddha est une conviction intime qui renforce l’efficacité du rite : "quand on sacrifie avec Shradda, le sacrifice a toute sa valeur et tout son effet. Le fait de posséder la Shraddha peut même rendre superflu le secours des dieux."

C'est aussi le culte des ancêtres dans l'hindouisme. Il doit être exécuté au moins une fois par an. Il est de tradition de donner un peu de nourriture comme une pâtisserie ou du riz pour ses parents enterrés aux dieux de la maison ou à Vishnu par exemple. Le pinda est un gâteau très utilisé pour cette cérémonie. Les prêtres des temples hindous doivent normalement faire des rituels plusieurs fois par jour pour les défunts.